# Mniothripa viridisuffusa
Mniothripa viridisuffusa is een vlinder uit de familie visstaartjes (Nolidae). De wetenschappelijke naam van deze soort is voor het eerst geldig gepubliceerd in 1957 door D.S. Fletcher.
De soort komt voor in tropisch Afrika.